# Hermann I. (Lothringen)
Hermann I. genannt Pusillus (so viel wie „der Kleine“, „der Schwache“, „der Zarte“; † 996) aus der Familie der Ezzonen erscheint von 989 bis 996 als Pfalzgraf von Lothringen. Darüber hinaus war er Inhaber einer Reihe von Gaugrafschaften entlang des Rheins, darunter der Bonngau (970, 992, 993), der Eifelgau (975, 978), der Zülpichgau (981) und der Auelgau (996). Außerdem erscheint er als Graf in Gerresheim (977), d. h. in der Duisburg-Kaiserswerther Grafschaft. Hermann war der Sohn von Erenfried II. und Richwara. Hermann heiratete Heylwig aus der Familie des heiligen Ulrich, Bischof von Augsburg. Hermanns und Heylwigs Kinder waren:
- Ezzo (Erenfried) † 21. Mai 1034 in Saalfeld, Graf im Auelgau und Bonngau, 1020 Pfalzgraf von Lothringen, 1024 Stifter und Vogt der Abtei Brauweiler, dort auch begraben; ⚭ vor 15. Juni 991 Mathílde von Sachsen, † 4. Dezember 1025 in Echtz[10], Tochter von Kaiser Otto II., begraben in Brauweiler (Liudolfinger)
- Hezzelin (Hermann), † 20. November 1033, Graf im Zülpichgau, Vogt von Kornelimünster, begraben in Brauweiler; ⚭ NN (wohl Tochter von Konrad I. von Kärnten (Salier))
- Richenza, 1040/49 Äbtissin von Nivelles